# Арба (Порденоне)
Арба (итал. Arba) је насеље у Италији у округу Порденоне, региону Фурланија-Јулијска крајина.
Према процени из 2011. у насељу је живело 1041 становника. Насеље се налази на надморској висини од 210 м.

## Становништво
Према резултатима пописа становништва 2011. у општини је живело 1.309 становника.
| 1936. | 1951. | 1961. | 1971. | 1981. | 1991. | 2001. | 2011. |
| ----- | ----- | ----- | ----- | ----- | ----- | ----- | ----- |
| 1.638 | 2.022 | 1.641 | 1.264 | 1.276 | 1.249 | 1.228 | 1.309 |